# Гађо (Варезе)
Гађо је насеље у Италији у округу Варезе, региону Ломбардија.
Према процени из 2011. у насељу је живело 32 становника. Насеље се налази на надморској висини од 277 м.